# Албания на «Детском Евровидении — 2022»
Албания участвовала на «Детском Евровидении — 2022», которое состоялось 11 декабря 2022 года в Ереване, Армения. Албанский телевещатель RTSH выбрал представителя с помощью национального отбора, который прошёл 25 октября 2022 года. На конкурсе страну представила Кейтлин Гьята с песней «Pakëz diell». Она заняла двенадцатое место, набрав 94 балла.

## Предыстория
До конкурса 2022 года Албания участвовала на «Детском Евровидении» 7 раз, начиная с момента своего дебюта в 2012 году. За всё время своего участия, страна не участвовала в конкурсе трижды: в 2013, в 2014 и в 2020 годах. Албания ни разу не выигрывала конкурс, а её лучший результат был в 2015 году, когда Мишела Рапо представляла страну с песней «Dambaje», заняв 5-е место с 93 баллами. На конкурсе 2021 года, проходившем в Париже, Анна Гебреа представляла Албанию с песней «Stand By You». Она заняла 14-е место, набрав 84 балла.

## Национальный отбор
Албанский телевещатель RTSH объявил 16 июля 2022 года, что представитель будет выбран при помощи национального отбора «Junior Fest 2022». Заинтересованные в участии певцы из Албании и Косово могли подавать свои заявки на отбор с 20 июля по 5 сентября 2022 года, при этом принимались только окончательные версии заявок. 20 участников национального отбора были объявлены 28 сентября 2022 года. 
Национальный отбор был предварительно снят в «Gjon Simoni Hall» в Тиране и транслировался 25 октября 2022 года в 18:00 по центральноевропейскому времени. 18 участников приняло участие, при этом три участника, ранее вошедших в шорт-лист, не приняли участие в отборе: Айлис Диша с песней «Motrat shoqe», Виола Гизели с песней «Afrika» и Сибора Текья с песней «Ne jemi paqja që sundon në botë» (Виола Гизели спустя год представляла Албанию на конкурсе с песней «Bota ime», заняв 8 место со 115 баллами). 
Победителя определило жюри, состоявшее из 3 человек: Кейси Тола (представительница Албании на «Евровидении-2009»), Эфи Джика (представительница Албании на «Детском Евровидении — 2018») и Анна Гебреа (представительница Албании на «Детском Евровидении — 2021»). Анна Гебреа также исполнила свой новый сингл «Throwback» в качестве интервал-акта.
| №  | Участник           | Песня                        | Автор(-ы) песни                  | Место |
| -- | ------------------ | ---------------------------- | -------------------------------- | ----- |
| 01 | Армела Коста       | «Ndriço»                     | Эдмонд Ррапи, Сандр Мара         | —     |
| 02 | Армела Шейн        | «Shqipëria ime»              | Мирон Котани, Исидор Коти        | —     |
| 03 | Айшель Зиколлари   | «Syhëna rozali»              | Диана Зиу, Мимоза Бици           | —     |
| 04 | Алесия Уручи       | «Qyteti im»                  | Фламур Шеху                      | —     |
| 05 | Бьорни Максхаллаку | «Emocione për dy zemra»      | Юлли Калая, Аулон Калая          | —     |
| 06 | Дея Амонику        | «Nuk jemi lodër për asnjeri» | Эдмонд Хулали, Хулиана Йорганджи | 2     |
| 07 | Эйси Мехмети       | «Dilemat»                    | Эргюс Пинари, Эриона Рушити      | —     |
| 08 | Эйза Ходжа         | «Plot ëndrra jetën e dua»    | Петрит Теркучи, Мимоза Тола      | —     |
| 09 | Эрта Йонузи        | «Premtim»                    | Эриона Рушити                    | 3     |
| 10 | Ирса Маши          | «Dua të besoj»               | Роланд Гули, Мери Гули           | —     |
| 11 | Кей Пикани         | «Shoqja ime më e mirë»       | Петро Пичани, Кей Пичани         | —     |
| 12 | Кейт Хитай         | «Yjet e shpresës»            | Аулон Начи, Анила Тото           | —     |
| 13 | Кейтлин Гьята      | «Pakëz diell»                | Кейтлин Гьята, Эндри Муча        | 1     |
| 14 | Melodi Heta        | «Balerinë do bëhem»          | Петрит Синамати                  | —     |
| 15 | Ноэми Пьетра       | «Simfoni»                    | Stine Records, Анила Гавачи      | —     |
| 16 | Сара Эльшани       | «Adoleshentët»               | Йетмир Мехмедай, Суэла Такай     | —     |
| 17 | Синди Зека         | «Botë bardhezi»              | Элвис Печи                       | —     |
| 18 | Виола Бешири       | «Qielli i moshës sime»       | Юлли Рамзоти, Агим Байрами       | —     |

## На «Детском Евровидении»

### Трансляция
Финал конкурса транслировали телеканалы RTSH 1, RTSH Muzikë и Radio Tirana 1, комментатором которых был Андри Джаху. После конкурса не было объявлено о рейтингах шоу в Албании.

### Выступление
Порядок выступления стран-участниц «Детского Евровидения — 2022» был определён 5 декабря 2022 года: Албания выступила под седьмым номером — после Франции и перед Грузией. Кейтлин участвовала на репетициях, которые состоялись 6 и 8 декабря 2022 года, за которыми последовало «шоу для жюри», которое состоялось вечером 10 декабря 2022 года. Результаты голосования албанского жюри объявила Мариам Гваладзе — победительница «Детского Евровидения — 2011» в составе группы Candy.

### Голосование
На конкурсе была вновь использована та система голосования, которая была введена в 2017 году, где результаты определяются суммой баллов онлайн-голосования (50%) и голосования жюри (50%). В каждой стране-участнице было национальное жюри, состоящее из 5 человек: трое из них — профессионалы музыкальной индустрии, а двое — дети в возрасте от 10 до 15 лет, которые должны были быть гражданами страны, от имени которой они голосовали.
Онлайн-голосование состояло из двух этапов: первый этап онлайн-голосования начался 9 декабря 2022 года, когда на сайте конкурса (junioreurovision.tv) были показаны отрывки репетиций участников, после чего зрители смогли проголосовать за 3 участников. Первый этап онлайн-голосования завершился 11 декабря 2022 года в 15:59 по центральноевропейскому времени. Второй этап онлайн-голосования начался сразу после последнего, шестнадцатого, выступления и длился 15 минут.
По итогам голосования Албания заняла 12-е место, набрав 94 балла: по итогам голосования жюри Албания заняла 8-е место с 51 баллом, а по итогам онлайн-голосования — 13-е место с 43 баллами.
| Баллы                                                  | Страна                |
| ------------------------------------------------------ | --------------------- |
| 12 баллов                                              |                       |
| 10 баллов                                              |                       |
| 8 баллов                                               | Франция               |
| 7 баллов                                               | Ирландия Мальта       |
| 6 баллов                                               | Казахстан Польша      |
| 5 баллов                                               | Сербия                |
| 4 балла                                                | Великобритания Грузия |
| 3 балла                                                | Италия                |
| 2 балла                                                |                       |
| 1 балл                                                 | Португалия            |
| Албания получила 43 балла по итогам онлайн-голосования |                       |

| Баллы     | Страна         |
| --------- | -------------- |
| 12 баллов | Италия         |
| 10 баллов | Франция        |
| 8 баллов  | Польша         |
| 7 баллов  | Нидерланды     |
| 6 баллов  | Великобритания |
| 5 баллов  | Армения        |
| 4 балла   | Испания        |
| 3 балла   | Украина        |
| 2 балла   | Грузия         |
| 1 балл    | Мальта         |

### Подробные результаты голосования
| Раздельные результаты голосования Албании | Раздельные результаты голосования Албании | Раздельные результаты голосования Албании | Раздельные результаты голосования Албании | Раздельные результаты голосования Албании | Раздельные результаты голосования Албании | Раздельные результаты голосования Албании | Раздельные результаты голосования Албании | Раздельные результаты голосования Албании | Раздельные результаты голосования Албании |
| №                                         | Страна                                    | Судья A                                   | Судья B                                   | Судья C                                   | Судья D                                   | Судья E                                   | Место                                     | Баллы                                     |                                           |
| ----------------------------------------- | ----------------------------------------- | ----------------------------------------- | ----------------------------------------- | ----------------------------------------- | ----------------------------------------- | ----------------------------------------- | ----------------------------------------- | ----------------------------------------- | ----------------------------------------- |
| 1                                         | Нидерланды                                | 13                                        | 11                                        | 1                                         | 12                                        | 2                                         | 4                                         | 7                                         |                                           |
| 2                                         | Польша                                    | 14                                        | 12                                        | 2                                         | 7                                         | 1                                         | 3                                         | 8                                         |                                           |
| 3                                         | Казахстан                                 | 12                                        | 8                                         | 13                                        | 15                                        | 5                                         | 13                                        |                                           |                                           |
| 4                                         | Мальта                                    | 11                                        | 13                                        | 10                                        | 5                                         | 6                                         | 10                                        | 1                                         |                                           |
| 5                                         | Италия                                    | 1                                         | 1                                         | 14                                        | 1                                         | 4                                         | 1                                         | 12                                        |                                           |
| 6                                         | Франция                                   | 3                                         | 4                                         | 3                                         | 3                                         | 3                                         | 2                                         | 10                                        |                                           |
| 7                                         | Албания                                   |                                           |                                           |                                           |                                           |                                           |                                           |                                           |                                           |
| 8                                         | Грузия                                    | 10                                        | 7                                         | 15                                        | 4                                         | 7                                         | 9                                         | 2                                         |                                           |
| 9                                         | Ирландия                                  | 7                                         | 9                                         | 5                                         | 13                                        | 13                                        | 11                                        |                                           |                                           |
| 10                                        | Северная Македония                        | 8                                         | 14                                        | 7                                         | 10                                        | 15                                        | 15                                        |                                           |                                           |
| 11                                        | Испания                                   | 2                                         | 10                                        | 4                                         | 9                                         | 12                                        | 7                                         | 4                                         |                                           |
| 12                                        | Великобритания                            | 6                                         | 5                                         | 9                                         | 2                                         | 14                                        | 5                                         | 6                                         |                                           |
| 13                                        | Португалия                                | 15                                        | 6                                         | 6                                         | 14                                        | 8                                         | 12                                        |                                           |                                           |
| 14                                        | Сербия                                    | 9                                         | 15                                        | 8                                         | 11                                        | 9                                         | 14                                        |                                           |                                           |
| 15                                        | Армения                                   | 4                                         | 3                                         | 11                                        | 6                                         | 11                                        | 6                                         | 5                                         |                                           |
| 16                                        | Украина                                   | 5                                         | 2                                         | 12                                        | 8                                         | 10                                        | 8                                         | 3                                         |                                           |